# Honey Night
Honey Night é um filme de drama macedônico de 2015 dirigido e escrito por Ivo Trajkov. Foi selecionado como representante da Macedônia do Norte à edição do Oscar 2016, organizada pela Academia de Artes e Ciências Cinematográficas.

## Elenco
- Nikola Ristanovski - Nikola
- Verica Nedeska - Anna
- Igor Angelov - Andov
- Boris Damovski - Boris Pasternak
- Nina Janković - Nina
- Sabina Ajrula - Cveta